# Danny Cannon
Daniel John Cannon (Luton, 5 de outubro de 1968) é um produtor, diretor e escritor britânico de cinema e televisão, Os créditos de direção de longas-metragens incluem por produzir o programa de 15 temporadas da franquia CSI: Crime Scene Investigation (e dirigiu vários episódios, incluindo a série piloto), e simultaneamente produtor executivo dos spinoffs CSI: Miami e CSI: NY.
De 2014 a 2019, durante a duração do programa, Cannon produziu, escreveu e dirigiu Gotham da FOX, que ganhou o Critics Choice Award de 2014 de Nova Série Mais Emocionante e recebeu 11 indicações ao Emmy (uma vitória). Em julho de 2019, sua mais nova produção televisiva, Pennyworth, estreou no Epix.
Como uma figura de entretenimento de TV e um raro diretor de pilotos de TV que também trabalha como escritor-chave, Cannon dirigiu quinze pilotos de televisão, doze dos quais foram encomendados para séries, incluindo: Training Day (2017), Gotham (2014), The Tomorrow People (2013), Nikita (2010), Dark Blue (2009), The Forgotten (2009) e Eleventh Hour (2008). Ao mesmo tempo, Cannon teve cinco séries de televisão no ar, enquanto atuava como produtor executivo.
Os créditos de direção de longas-metragens incluem Geostorm (2017), I Still Know What You Did Last Summer (1998), Judge Dredd (1995) e The Young Americans (1993).